# Плоскун (горщик)
Плоскун — це український керамічний посуд для приготування їжі в печі, горщик заввишки 3 1/2 - 5 вершків. Конфігурація горщика нижча, ніж у горщика - стовбуна.